# Нивянин
Нивя́нин (болг. Нивянин) — село у Врачанській області Болгарії. Входить до складу общини Борован.

## Населення
За даними перепису населення 2011 року у селі проживали 479 осіб.
Національний склад населення села:
| Національність   | Кількість осіб | Відсоток |
| ---------------- | -------------- | -------- |
| болгари          | 449            | 93,9%    |
| турки            | 5              | 1,0%     |
| інша             | 0              | 0%       |
| Всього відповіли | 478            |          |

Розподіл населення за віком у 2011 році:
Динаміка населення: